# Datu Blah T. Sinsuat
Datu Blah T. Sinsuat es un municipio filipino de primera categoría, situado al sur de la isla de Mindanao. Forma parte de la provincia de Maguindánao situada en la Región Autónoma del Mindanao Musulmán también denominada RAMM. 
Para las elecciones está encuadrado en el Primer Distrito Electoral de esta provincia.

## Geografía
Municipio ribereño del mar de Célebes al sur de la ciudad de Cotabato. Su término linda al norte con el municipio de Dinaig; al sur con la provincia de Sultan Kudarat; y al este con su municipio madre, Upi.
Los puntos más elevados son los picos Binaca en el barrio de Tambak y Lapaken en el límite entre el barrio del mismo nombre y el de Sedem.
En la costa destacan los cabos Kidabpil al norte del barrio de Resa y Quidapil en el barrio de Lapaken, así como las bahías de Bakayaguán, en el barrio de Sedem, y de Linao que baña los barrios de Sedem, Meti, Sinipak y Laguitán.

### Barrios
El municipio  de Datu Blah T. Sinsuat se divide, a los efectos administrativos, en 13 barangayes o barrios, conforme a la siguiente relación:
| - Kinimi - Laguitán - Lapaken | - Matuber - Meti - Nalkán | - Penansarán - Pura - Resa | - Sedem - Sinipak - Tambak | - Tubuán |  |

## Historia

### Influencia española
Este territorio fue parte de la Capitanía General de Filipinas (1520-1898).
Hacia 1696 el capitán Rodríguez de Figueroa obtiene del gobierno español el derecho exclusivo de colonizar Mindanao.
El 1 de febrero de este año parte de Iloilo alcanzando la desembocadura del Río Grande de Mindanao, en lo que hoy se conoce como la ciudad de Cotabato.

### Ocupación estadounidense
En 1903, al comienzo de la ocupación estadounidense de Filipinas Cotabato forma parte de la nueva provincia del Moro. En septiembre de 1914 se crea el Departamento de Mindanao y Sulú, una de sus provincias es Provincia de Cotabato y Dinaig fue uno de sus distritos municipales.

### Independencia
El 18 de agosto de 1947 el distrito municipal de  Dinaig, pasa a convertirse en municipio. El 3 de octubre de 1994 cambia su nombre por el de Datu Odin Sinsuat. De su término fueron segregados los nuevos municipios de Upi y de Talayán.
El 10 de junio de 1955 fue creado el nuevo municipio de Upi, segregado de Dinaig.
El 22 de septiembre de 1976 de su término fueron segregado el nuevo municipio de Upi del Sur. 
El  15 de julio de 2006 de su término fueron segregado el nuevo municipio de Dato Blah T. Sinsuat.

### Autonomía
Upi formó parte de la frustrada provincia de Jerife Kabunsuan que estuvo formada por 11 municipios agrupados en dos distritos: Upi formaba parte del segundo.
La provincia fue creada en 2006  y disuelta,  por sentencia del Tribunal Supremo de Filipinas, en 2008.